# Kanadische Badmintonmeisterschaft 1981
Die Kanadische Badmintonmeisterschaft 1981 fand Anfang Mai 1981 im Vancouver Lawn Tennis and Badminton Club in Vancouver statt. Es war die 54. Auflage der nationalen kanadischen Titelkämpfe im Badminton.

## Finalresultate
| Disziplin    | Sieger                        | Finalist                        | Ergebnis           |
| ------------ | ----------------------------- | ------------------------------- | ------------------ |
| Herreneinzel | Pat Tryon                     | Jamie McKee                     | 15-9, 15-2         |
| Dameneinzel  | Jane Youngberg                | Wendy Carter                    | 11-1, 11-4         |
| Herrendoppel | John Czich Keith Priestman    | Raphi Kanchanaraphi Jamie McKee | 15-3, 15-9         |
| Damendoppel  | Wendy Carter Sandra Skillings | Jane Youngberg Claire Backhouse | 15-12, 9-15, 15-12 |
| Mixed        | Denys Martin Denyse Julien    | Paul Johnson Claire Backhouse   | 9-15, 15-6, 15-9   |